# مبارك أباد (لنجان)
مبارك أباد هي قرية في مقاطعة لنجان، إيران. عدد سكان هذه القرية هو 17 في سنة 2006.